# Друштвена географија
Друштвена географија је област географије, која се бави проучавањем друштвеног аспекта науке (становништво, привреда и сл). Назива се још и социјална географија. Термин који се користи на западу (САД) за ову научну целину је хумана географија.

## Подела друштвене географије
- Демографија
- Људска географија
- Географија насеља
- Економска географија
- Политичка географија